# 피스톤 링

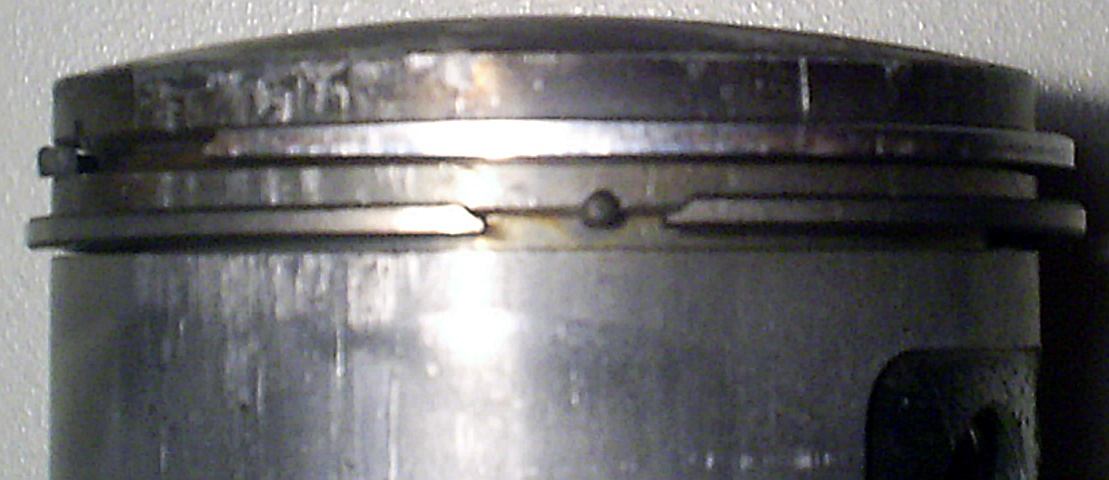
두 개의 피스톤 링이 엔진 피스톤에 장착되어있다. 아래의 링은 중간에 끊어져 있음을 확인할 수 있다.

피스톤 링은 내연 기관 또는 증기 기관으로 왕복 기관 피스톤의 외경에 맞는 홈에 분리된 링이다. 피스톤 링의 간극은 실린더 보어 내부 인치의 수천 분으로 압축한다. 피스톤 링은 엔진이 2행정또는 4행정인지 식별하는 주요 요인이다. 3개의 피스톤 링은 2개의 피스톤 링이 2행정 기관인 것을 시사하면서 4행정 기관인 것을 시사한다.

## 같이 보기
- 용수철 저울